# Ellen Margrethe Løj
Ellen Margrethe Løj (nascuda el 17 d'octubre de 1948 a Gedesby, Falster, Dinamarca) és una diplomàtica danesa. Entre el 2014 i el 2016, va ser Representant Especial i Cap de la Missió de les Nacions Unides al Sudan del Sud (UNMISS). Abans d'aquest nomenament de juliol de 2014 pel secretari general de les Nacions Unides, Ban Ki-moon, Ellen Margrethe Løj va servir com a ambaixadora de Dinamarca a les Nacions Unides des del 2001 fins al 2007.

## Educació
Løj té un màster en economia per la Universitat de Copenhaguen.

## Carrera professional
Løj va començar la seva carrera diplomàtica al Ministeri d'Afers Estrangers danès el 1973. De 1977 a 1980 va ser Primera Secretària de la Missió Permanent Danesa a l'ONU a Nova York. De 1982 a 1985 va treballar com a consellera en la Comissió Europea a Brussel·les. De 1986 a 1989 va ser cap de Departament del Ministeri d'Afers Exteriors.
El 1989, Løj va ser nomenada ambaixadora a Israel, i va ocupar aquest càrrec fins a 1992, quan va tornar al Ministeri d'Afers Exteriors per exercir el càrrec de subsecretari i després de Secretari d'Estat del Grup Sud. El 2001, va ser nomenada ambaixadora a les Nacions Unides.
Løj va servir com a ambaixadora de Dinamarca a la República Txeca abans que fos nomenat Representant Especial per Libèria a l'octubre de 2007. Durant la seva estada al càrrec, també va ser nomenada membre de la Comissió del Primer Ministre Anders Fogh Rasmussen sobre Cooperació Eficaç del Desenvolupament amb Àfrica que va celebrar reunions entre abril i octubre de 2008.

## Altres activitats
A més dels seus nomenaments, Løj també ha estat al consell d'administració de la companyia de transports danesos-alemanys Scandlines des de 1998 i membre dels consells assessors del Fons d'Industrialització dels Països en Desenvolupament i el Fons d'Inversions per a Europa central i Oriental.
Entre juny de 2012 i 2014, Løj va servir com a Membre de la Junta voluntari del Centre pel Diàleg Humanitari, una organització diplomàtica privada amb la missió de prevenir els conflictes armats mitjançant el diàleg i la mediació.